# Niederländische Dialekte

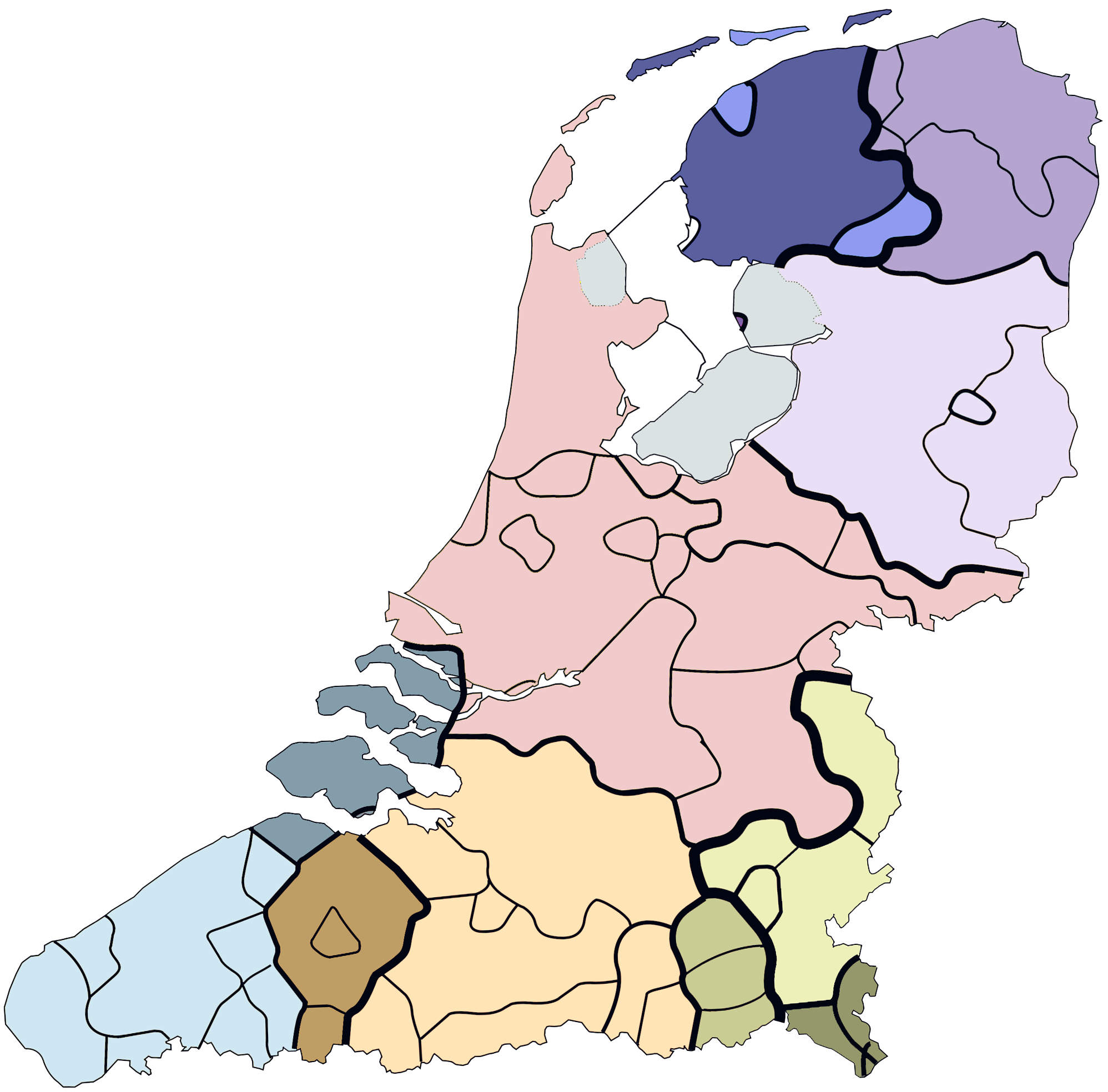
Dialektkarte der Niederlande und des niederländischsprachigen Belgiens mit Einteilung auf Basis der Levenshtein-Distanz von Wilbert Heeringa aus dem Jahr 2004. Je breiter die Linien, desto deutlicher unterscheiden sich die Mundarten.
Seeländische Dialektgruppe
Westflämische Dialektgruppe
Ostflämische Dialektgruppe
Brabantische Dialektgruppe
Mich-Quartier/kleverländische, ost-/zentrallimburgische Dialektgruppe
Südwestlimburgische Dialektgruppe
Südostlimburgische Dialektgruppe
Zentralniederländische Dialektgruppe
Urker Dialekt
Ijsselländische Dialektgruppe
Groningische Dialektgruppe
Friesische Mischvarietäten
Westfriesisch

Die niederländischen Dialekte oder niederländischen Mundarten (niederländisch Nederlandse dialecten) sind die eigenständig aus dem Alt- und Mittelniederländischen entwickelten, von der niederländischen Schrift- oder Standardsprache genetisch unabhängigen, landschaftlich geprägten Formen der niederländischen Sprache. Diese Mundarten bilden in ihrer Gesamtheit einen Teil des kontinentalwestgermanischen Dialektkontinuums.
Im soziolinguistischen Kontext können die niederländischen Dialekte weitgehend definiert werden als die westgermanischen Sprachvarietäten, für die Standardniederländisch die Kultursprache und/oder die am engsten verwandte Sprache ist.
Das niederländische Dialektgebiet ist in zwei Hauptkategorien unterteilt: Niederfränkisch und (niederländisches) Niedersächsisch, die historisch durch ein Dialektkontinuum verbunden sind. Die zahlreicheren niederfränkischen Dialekte bildeten die Grundlage der niederländischen Standardsprache und lassen sich in westniederfränkisch und ostniederfränkisch unterteilen, wobei jede dieser Kategorien mehrere Dialektgruppen enthält. Sprachgenetisch gehören die niedersächsischen Dialekte nicht zum Niederländischen, sondern zur niederdeutschen Sprachgruppe. Sie wurden jedoch über mehrere Jahrhunderte hinweg stark und beständig von der niederländischen Kultur- und Standardsprache beeinflusst und überdacht.
In Deutschland werden am Niederrhein Dialekte gesprochen, die typologisch und sprachgenetisch niederländisch sind, aber in soziologischer Hinsicht als deutsch angesehen werden können, da Deutsch für ihre Sprecher als Standardsprache fungiert.

## Definitionen
Der Begriff niederländische Dialekte ist nicht einfach zu definieren. Es gibt verschiedene mögliche Definitionen.

### Verwandtschaft als Kriterium
Ein mögliches Kriterium wäre die (teilweise enge) Verwandtschaft zwischen einzelnen Dialekten und Sprachen. Dieses Kriterium führt allerdings zu folgendem Problem: Niederdeutsche und ostniederländische Dialekte sind sehr eng miteinander verwandt. Aber Niederländer würden erstere nicht „niederländische Dialekte“ nennen, die zweiten hingegen wohl.  Außerdem ist es sehr schwierig, den Verwandtschaftsgrad zwischen Dialekten genau festzustellen.
Der belgische Sprachwissenschaftler Guido Geerts zeigt, welche Probleme und Unsicherheiten entstehen können, wenn man das niederländische Sprachgebiet nicht an Staatsgrenzen, sondern an Dialektmerkmalen festmacht. Ein Dialekt wie der von Bentheim (Deutschland) ist der niederländischen Standardsprache ähnlicher als der Dialekt von Maastricht (Niederlande) oder Hasselt (Belgien). Umgekehrt überwiegen in den Dialekten östlich der Benrather Linie aber die deutschen Merkmale, z. B. im Dialekt von Kerkrade oder Vaals (beide in den Niederlanden). Allerdings gibt es auch Merkmale in den Dialekten von Kerkrade und Aachen, die im Niederländischen, aber nicht im Deutschen vorkommen.
Auf einer rein sprachlichen Grundlage ist also nicht zu entscheiden, ob die Sprache eines Ortes niederländisch oder deutsch zu nennen ist. Aus diesem Grund verzichtet Geerts auf eine rein sprachliche Definition.

### Überdachung und Verwandtschaft als Kriterium
Der belgische Sprachwissenschaftler Jan Goossens hat vorgeschlagen, den Grad der Verwandtschaft zu kombinieren mit der Überdachung durch die niederländische Standardsprache.
Nach dem kombinierten Kriterium sind die Dialekte niederländisch, die mit dem Niederländischen verwandt sind und die dort gesprochen werden, wo das Niederländische – und keine enger verwandte Sprache – die Kultursprache ist. Die Einschränkung „keine enger verwandte Sprache“ in diesem Kriterium ist nötig, um die friesischen und die niederländischen Dialekte auseinanderzuhalten.

Goossens geht davon aus, dass im größten Teil der niederländischen Provinz Friesland das Friesische die Kultursprache ist (neben dem Niederländischen). Da die dortigen Dialekte enger mit dem Friesischen verwandt sind als mit dem Niederländischen, handelt es sich um friesische, nicht um niederländische Dialekte.

Die niederländischen Dialekte in Französisch-Flandern wären nach diesem Kriterium keine niederländischen Dialekte, weil in Französisch-Flandern das Niederländische keine Kultursprache ist.
Goossens merkt dazu an, dass sein Kriterium nicht rein sprachlich, sondern eher soziolinguistisch ist. Er argumentiert, dass man mit einer rein sprachlichen Definition des Begriffs nicht vernünftig arbeiten kann.

## Gliederung der Dialekte

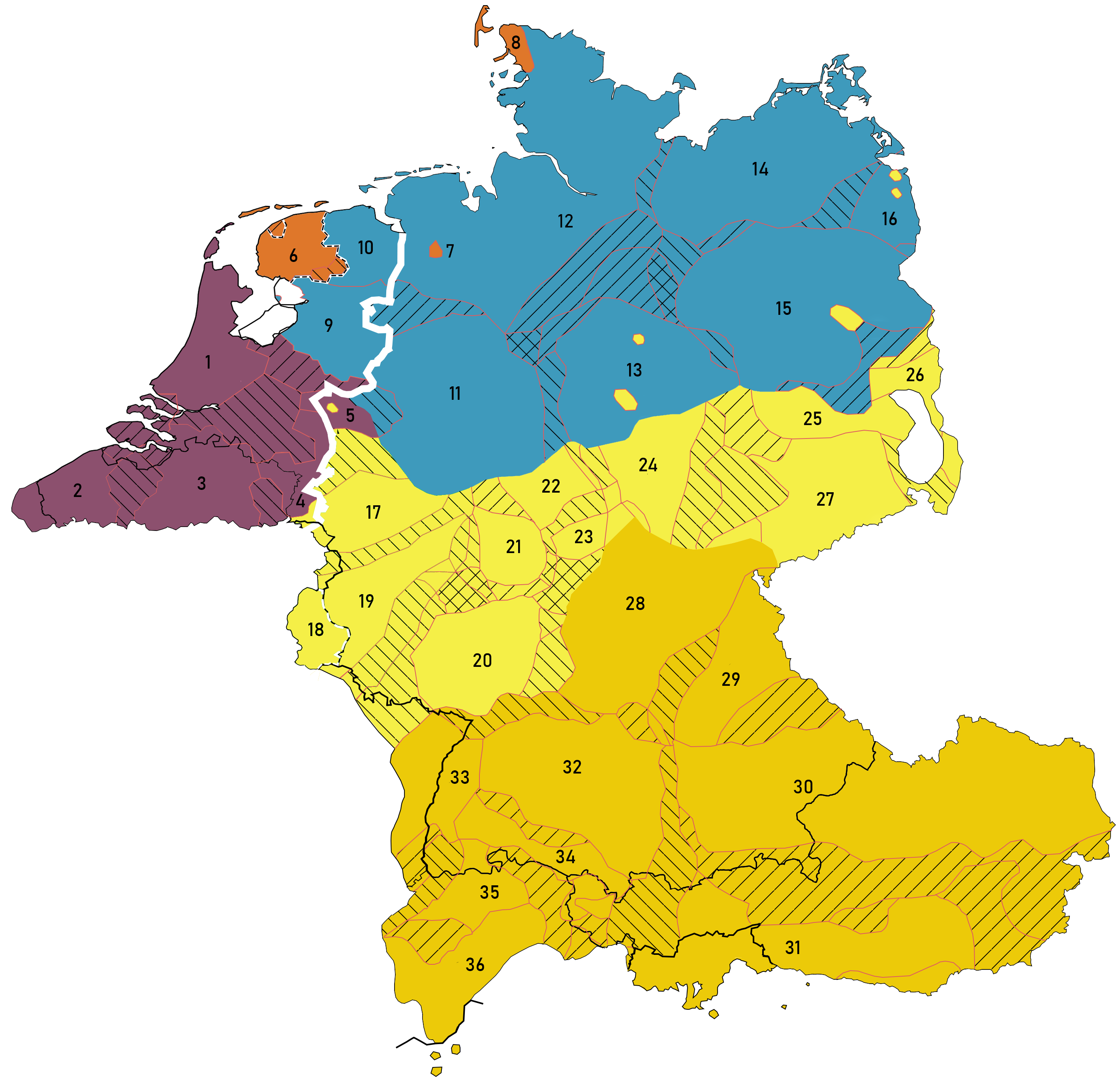
Großgliederung der kontinentalwestgermanischen Mundarten.
Legende:
Niederfränkische Varietäten: 1. Zentralniederländisch 2. Westflämisch 3. Brabantisch 4. Limburgisch 5. Niederrheinisch (dt. Dachsprache)
Friesische Varietäten: 6. Westfriesisch 7. Saterfriesisch 8. Nordfriesisch
Niederdeutsche Varietäten: 9. Overijssels (ndl. Dachsprache) 10. Gronings (ndl. Dachsprache) 11. Westfälisch 12. Nordniederdeutsch 13. Ostfälisch 14. Mecklenburgisch-Vorpommersch 15. Brandenburgisch 16. Mittelpommersch
Mitteldeutsche Varietäten:17. Ripuarisch 18. Luxemburgisch (lux. Dachsprache) 19. Moselfränkisch 20. Rheinfränkisch 21. Zentralhessisch 22. Nordhessisch 23. Osthessisch 24. Thüringisch 25. Nordobersächisch 26. Südmärkisch 27. Obersächsisch
Oberdeutsche Varietäten: 28. Ostfränkisch 29. Nordbairisch 30. Mittelbairisch 31. Südbairisch 32. Schwäbisch 33. Niederalemannisch 34. Mittelalemannisch 35. Hochalemannisch 36. Höchstalemannisch
Isoglosse der niederländischen und deutschen Standardsprachen.
Der Bereich, in dem simultan zwei Dachsprachen benutzt werden (Luxemburgisch/Deutsch und Westfriesisch/Niederländisch), ist schwarz-weiß umrandet.

Meist wird der Begriff Dialektkontinuum im Sinne eines geographischen Dialektkontinuums verwendet, eines zusammenhängenden geographischen Raums, in dem miteinander verwandte Dialekte gesprochen werden, zwischen denen sich nach innersprachlichen strukturellen Kriterien keine eindeutigen Grenzen ziehen lassen, da sie zwar durch zahlreiche Isoglossen voneinander getrennt werden, die Isoglossen für unterschiedliche sprachliche Erscheinungen jedoch im Allgemeinen nicht an derselben Stelle verlaufen.
Die niederländischen Dialekte sind immer wieder unterschiedlich gegliedert worden. Es hat sich gezeigt, dass eine eindeutige Gliederung nicht einfach zu finden ist.
Am Ende des 19. und am Anfang des 20. Jahrhunderts spielten die alten germanischen Stämme eine wichtige Rolle bei der Dialektgliederung. So kam man zu Einteilungen in fränkische, sächsische und friesische Dialekte, wobei die feineren Unterteilungen nach Provinzen benannt wurden.

Man erkannte allerdings, dass die Dialektgrenzen keine alten Stammesgrenzen sind. Man behielt die alten Begriffe fränkisch, sächsisch und friesisch bei, verzichtete aber darauf, sie mit den alten Franken, Sachsen und Friesen in Verbindung zu bringen. Man benutzte sie nur noch als Namen zur Grobgliederung.

Später zeichnete man Dialektkarten auf der Grundlage von Isoglossen. Das heißt, man untersuchte z. B., in welchen Gegenden ein bestimmter Laut als Monophthong oder als Diphthong ausgesprochen wurde, und zeichnete zwischen den beiden Gegenden eine Linie (Isoglosse) ein. Allerdings hat diese Methode den Nachteil, dass derjenige, der die Karte zeichnet, selber entscheidet, welche sprachlichen Unterschiede er für wichtig hält und einzeichnet und welche er für unwichtig hält und weglässt.

Eine andere Methode, Dialekte einzuteilen, beruht auf der Einschätzung der Sprecher. Man befragt Dialektsprecher, welche anderen Dialekte dem eigenen ähnlich sind. Falls ein gewisses Maß an Ähnlichkeit besteht, zeichnet man einen Pfeil von einem Dialekt zu anderen, daher der Name pijltjesmethode („Pfeilmethode“). Allerdings ist nicht sicher, ob die so erhaltenen Informationen verlässlich sind. In der Praxis muss der Forscher diese Informationen noch überprüfen, und zwar auf Grund eigener Erfahrungen oder mit Hilfe anderer Forscher.
Eine Einteilung der Dialekte der Niederlande ist:
Nedersaksisch
Zuid-Drents en Noord-Overijssels, Terrassen naar de Twentse kern
Friesisch (Fries)
Westfriesische Dialekte (Friese dialecten)
Stadsfries, Kollumerlands, Bildts, Stellingwerfs (Stadfries, Kollumerlands, Bildts, Stellingwerfs)
Veluws Übergangsdialekte (Veluwse overgangsdialecten)
Holländisch, Nordbrabantisch (Hollands, Noord-Brabants)
Holländisch (Hollands)
Nordholländisch (Noord-Hollands)
Südholländisch und Utrechts (Zuid-Hollands en Utrechts)
Nordbrabantisch (Noord-Brabants)
Dialekte im gelderschen Flüssegebiet, West-Brabantisch (dialecten in het Gelders rivierengebied, West-Brabants)
Nordbelgisch (Noord-Belgisch)
Peripheres Brabantisch (Periferisch Brabants)
Seeländisch (Zeeuws)
Brabantisch (Brabants)
Peripheres Flämisch (Periferisch Vlaams)
Limburgisch (Limburgs)

### Gliederung der Dialekte nach der Levenshtein-Distanz (ohne Niedersächsisch)
Dies ist eine Clustergruppierung nach der Levenshtein-Distanz.
- Südwestlimburgisch
- Brabantisch
- Zentralniederländisch
- Ostflämisch
- Westflämisch
- Seeländisch
- Limburgisch/Kleverländisch
- Südostlimburgisch

## Politische Grenzen und Sprachgrenzen
Politische und religiöse Grenzen können Einfluss haben auf die Verbreitung von sprachlichen Merkmalen.

### Gete-Linie, alte politische Grenze
Die Gete-Linie, eine Dialektgrenze im Osten von Belgien, ist zwischen Halen (östlich von Diest) und Zoutleeuw (östlich von Tienen) die alte Grenze zwischen dem Herzogtum Brabant einerseits und der Grafschaft Loon und dem Hochstift Lüttich andererseits. Östlich dieser Dialektgrenze liegen die Orte Donk, Rummen, Graze und Binderveld, die früher zu Loon gehörten. Westlich dieser Dialektgrenze liegen die Orte Halen, Geetbets, Zoutleeuw und Melkwezer, die früher zum Herzogtum Brabant gehörten.

### Seeländisch-Flandern
Seeländisch Flandern (Zeeuws Vlaanderen) ist ein Gebiet im südlichen Zeeland, am Unterlauf der Schelde. Dieses Gebiet war während des Achtzigjährigen Krieges hart umkämpft und hat mehrfach den Besitzer gewechselt. Während des Krieges wurden die Deiche vernachlässigt oder aus strategischen Gründen durchstochen, sodass um 1590 das Gebiet größtenteils überschwemmt war und teilweise entvölkert. Der Westen des Gebietes und das Axeler Land (in der Gemeinde Terneuzen) wurden von Seeland her neu besiedelt, und zwar mit protestantischer Bevölkerung. Das Hulster Land (weiter im Osten des Gebietes) wurde vom Waasland aus neu besiedelt, also vom katholischen Flandern her. Die höher gelegenen Gebiete wurden nicht überschwemmt und blieben katholisch.
Außerdem hatte die Überschwemmung Land weggespült und dort Wasserarme entstehen lassen.
Die Bevölkerungsverschiebungen, die konfessionellen Gegensätze und die neu entstandenen Wasserarme führten dazu, dass in Seeländisch-Flandern Dialektgrenzen häufiger als anderswo mit der Staatsgrenze zusammenfallen.

Die katholischen Orte in Seeländisch-Flandern (Niederlande), z. B. Eede, Heille, Sint-Kruis und Biezenpolder, hatten viel Kontakt mit dem ebenfalls katholischen Ostflandern (Belgien). Über diese Kontakte sind viele französische Begriffe in die Ortsdialekte gekommen.

### Brabanter Expansion
Im niederländischsprachigen Teil von Belgien gibt es seit einigen Jahrzehnten das Phänomen, dass sich brabantische Wörter in Westflandern, Ostflandern und Belgisch-Limburg ausbreiten. Dabei können die brabantischen Wörter auch Wörter aus der Standardsprache verdrängen. Dies wird Brabanter Expansion (Brabantse expansie) genannt. Zum Beispiel können Limburger, die von Haus aus kapelaan („Kaplan“) sagen, in ihrem Standardniederländisch das brabantische Wort onderpastoor verwenden, obwohl in der Standardsprache kapelaan gebräuchlich ist.

### Deutsch-niederländische Grenze
Die moderne Staatsgrenze zwischen Deutschland und den Niederlanden war früher keine bedeutende Dialektgrenze. Dialektgrenzen im ostniederländisch-westniederdeutschen Raum verliefen nur selten entlang der Staatsgrenze. In dieser Gegend gab es ein kontinentalwestgermanisches Dialektkontinuum, das die deutschen und niederländischen Dialekte umfasste. Dieses Dialektkontinuum löst sich in den letzten Jahrzehnten jedoch immer stärker auf. Der deutsche Sprachwissenschaftler Theodor Frings schrieb bereits 1926, dass die Staatsgrenze im Begriff ist, zur Dialektgrenze zu werden. Der Sprachwissenschaftler Hermann Niebaum stellt fest, dass das alte Dialektkontinuum entlang der Ems zwischen Vechte und Dollart in Auflösung begriffen ist.
Dies hat mehrere Gründe:
- Immer weniger Menschen in dieser Gegend sprechen Dialekt
- Die Dialekte werden immer stärker von den jeweiligen Standardsprachen beeinflusst
- Bei der Verständigung über die Landesgrenze hinweg werden immer seltener Dialekte und immer häufiger die Standardsprachen verwendet, sodass sich die Dialekte kaum noch gegenseitig beeinflussen können[13]

Auch weiter südlich, im Gebiet zwischen Vechte und Niederrhein gibt es ähnliche Entwicklungen. Besonders beim Wortschatz gibt es hier eine markante Kluft zwischen den ostniederländischen und den westniederdeutschen Dialekten. Aber auch beim Kommunikationsverhalten gibt es deutliche Unterschiede: Auf niederländischer Seite werden die Dialekte besser beherrscht und häufiger gebraucht als auf der deutschen Seite. Die Erkenntnis, dass die Staatsgrenze zur Dialektgrenze wird, lässt sich auch auf andere deutsch-niederländische Grenzgegenden übertragen.

### Belgisch-niederländische Grenze
An der Staatsgrenze zwischen Belgien und den Niederlanden gibt es in der Regel keinen Wechsel der Standardsprache. Die Dialekte werden dort also durch dieselbe Standardsprache beeinflusst. Bei den Dialekten nördlich und südlich der Staatsgrenze gibt es gewisse Unterschiede in allen Bereichen der Sprache: Phonologie, Morphologie, Syntax und Lexikon. Die Ähnlichkeiten sind jedoch wesentlich größer als die Unterschiede. Diese Unterschiede sind bei Wortschatz und Redensarten am größten, bei Morphologie und Syntax am geringsten. Innerhalb des Wortschatzes sind die Unterschiede bei den modernen Lehnwörtern (aus den letzten 100 bis 150 Jahren) am größten. Die Dialekte südlich der Staatsgrenze verwenden hier häufig Lehnwörter aus dem Französischen. Die Dialektunterschiede in der Nähe der Staatsgrenze sind in den Provinzen Flandern und Brabant größer als im Raum Limburg, weil die niederländisch-belgische Grenze, die Limburg teilt, erst 1830/39 zustande kam (Belgische Revolution), während die Grenze, die Flandern und Brabant trennt, schon 1648 (Westfälischer Friede) festgelegt wurde. Es gibt keine Dialektgrenze, die vollständig entlang der Staatsgrenze verläuft. Mal verläuft eine Dialektgrenze in der Nähe der Staatsgrenze, mal verläuft sie nur entlang einer Teilstrecke der Grenze.

### Französisch-Flandern
Französisch-Flandern (Frans-Vlaanderen) ist der nördliche Teil des Département du Nord. Dieses Gebiet gehört seit 1678 (Friede von Nimwegen) zu Frankreich. In diesem Gebiet sprechen einige Menschen, besonders ältere Menschen auf dem Lande, einen niederländischen Dialekt, genauer gesagt: einen westflämischen. Die Staatsgrenze zwischen Frankreich und Belgien ist hier zu einer sekundären, also weniger wichtigen Dialektgrenze geworden. Die Einheitlichkeit des Sprachsystems auf beiden Seiten der Grenze wurde nur zum Teil zerbrochen. Allerdings hat die Isolierung der Flämischsprecher in Nordfrankreich dazu geführt, dass eine neue Sprachgemeinschaft entstand. Dadurch konzentrieren sich Dialektunterschiede, besonders im Wortschatz, mehr und mehr an der Staatsgrenze.
Dabei gibt es folgende Entwicklungen:
- Französisch-Flandern ist abgeschnitten von den Entwicklungen des Niederländischen in Belgien und bewahrt so seine altertümlichen Sprachmerkmale.
- In einigen wenigen Sprachmerkmalen kann man einen Dialektausgleich innerhalb von Französisch-Flandern feststellen.
- In Französisch-Flandern, aber nicht in Belgien, gibt es einen immer stärkeren französischen Einfluss auf die Dialekte.[16]

## Gebrauch des Dialekts in den Niederlanden
In der Nachkriegszeit hat sich die Lage der niederländischen Dialekte stark verändert. Viele Dialektologen stellen fest, dass die Dialekte in fast allen Gebieten der Niederlande von der Standardsprache verdrängt werden. Gleichzeitig beeinflusst die Standardsprache die Dialekte stark. Die Ortsdialekte werden immer mehr durch Regiolekte ersetzt, also durch regionale Umgangssprachen, die zwischen Dialekt und Standardsprache angesiedelt sind. Dies hat verschiedene Gründe:
- der ländliche Raum wird immer städtischer (Urbanisierung)
- die Bevölkerung wird immer mobiler, Arbeit und Freundeskreis außerhalb des Dorfes werden häufiger
- die Massenmedien bekommen mehr Bedeutung
- Frauen nehmen stärker an der Arbeitswelt teil, und die ist eher von der Standardsprache geprägt als von Dialekten
- der soziale Aufstieg wurde leichter, auch für die Landbevölkerung, aber die Standardsprache blieb Bedingung dafür[17]

### Auf dem Lande
Im 19. Jahrhundert sprachen auf dem Lande die meisten Menschen fast nur Dialekt, auch wenn sie in der Schule das Lesen und Schreiben der Standardsprache lernten.

Im 20. Jahrhundert gab es in den ländlichen Gegenden der Niederlande eine Diglossie (Zweisprachigkeit), das heißt, dass Dialekt und Standardsprache nebeneinander existierten. Dabei gehörten sie in unterschiedliche Lebensbereiche und hatten unterschiedliche Aufgaben. Dialektgebrauch war an die mündliche Kommunikation gebunden, die Standardsprache an die schriftliche Kommunikation.

### In den Städten
In den Städten, besonders in den größeren, gab es keine Diglossie, also keine Aufgabenteilung von Dialekt und Standardsprache, sondern eher eine Konkurrenz zwischen den beiden. Die Standardsprache hatte das höhere Ansehen. Sie war die Voraussetzung für sozialen Aufstieg und gleichzeitig ein Zeichen für dessen Erreichen. So wurde der Dialekt zum Kennzeichen der Unterschicht. Auf dem Lande gab es ein Nebeneinander von Standardsprache und Dialekt, in der Stadt ein Übereinander. Dies führte zu einem starken Einfluss der Standardsprache auf die Stadtdialekte.

### Regiolekte
In der Nachkriegszeit entstanden Regiolekte (Regionalsprachen), die die Ortsdialekte zunehmend verdrängen. Die Unterschiede sind nun nicht mehr geographisch, also zwischen zwei Dörfern oder Gegenden, sondern sie liegen im Abstand zur Standardsprache. Manche Sprachvarianten sind sehr nahe an der Standardsprache, andere weit davon entfernt.

### Erziehung
Seit Mitte der 1960er Jahre versuchen die meisten niederländischen Eltern, mit ihren Kindern in der Standardsprache zu sprechen, um die Kinder vor vermeintlichen oder tatsächlichen Nachteilen zu bewahren. Wenn die Eltern aber selber die Standardsprache nicht genügend beherrschen, kann das zu Problemen führen, wenn die Kinder diese Standardsprache in der Schule anwenden sollen. In manchen Gemeinden gibt es deshalb Versuche, in der Schule den Dialekt der Schulkinder besonders zu berücksichtigen und eine Zweisprachigkeit (Dialekt und Standard) herzustellen oder zu erhalten, z. B. in Kerkrade.

### Dialektrenaissance
Eine Dialektrenaissance gibt es in den Niederlanden nicht (Stand: 1992). Zwar sagen viele Niederländer, dass die Dialekte erhalten werden sollen, aber das führt nicht dazu, dass mehr Dialekt gesprochen wird.

### Einfluss auf die Standardsprache
Die Regiolekte aus dem Westen der Niederlande üben einen immer größeren Einfluss auf die gesprochene Standardsprache aus. Regionale Sprachformen gelangen von den Regiolekten in die gesprochene Standardsprache von Menschen aus der Mittel- und Oberschicht. In Flandern stößt diese Form der Standardsprache auf viel Kritik.

## Gebrauch des Dialekts in Belgien

### Dialekt und Standard
Im niederländischsprachigen Teil von Belgien (Flandern) gab es lange Zeit keine niederländische Kultursprache, sondern nur die Dialekte. Als Kultursprache diente das Französische.
In den 1930er-Jahren wurde in Belgien die „doppelte Einsprachigkeit“ eingeführt. Dies bedeutete, dass im Norden des Landes das Niederländische die alleinige Amtssprache und Schulsprache wurde und im Süden des Landes das Französische. Nach Einführung der „doppelten Einsprachigkeit“ fing die Mittelschicht in Städten wie Antwerpen, Löwen oder Mechelen an, das Niederländische als Kultursprache zu benutzen. Dieses Niederländisch war allerdings von Dialekten geprägt, weil die Dialekte eine wichtige Rolle spielten. Außerdem klang es altertümlicher und schriftsprachlicher als die Standardsprache in den Niederlanden, weil viele Sprecher sich die Standardsprache aus Büchern beibrachten. Erst in der zweiten Hälfte des 20. Jahrhunderts wurde die niederländische Standardsprache in ganz Flandern bekannt (also nicht nur in der städtischen Mittelschicht). Dies bedeutet allerdings nicht, dass diese Standardsprache auch allgemein verwendet wird. Die niederländischsprachigen Belgier beherrschen die Standardsprache im Durchschnitt nicht so sicher wie die Niederländer. Die Dialekte sind im Alltag der meisten niederländischsprachigen Belgier wichtiger als die Standardsprache. Die Standardsprache im Norden von Belgien ist stärker von den Dialekten beeinflusst als in den Niederlanden. Bis in die frühen 1970er-Jahre wurde die niederländische Standardsprache von den meisten niederländischsprachigen Belgiern nur selten gesprochen, sondern nur geschrieben. Es gab also eine Diglossie, eine Aufgabenteilung zwischen Dialekt und Standardsprache.
Umfragen in den 1970er-Jahren zeigten, dass die meisten niederländischsprachigen Belgier den Dialekt für den Gebrauch in Schule und Massenmedien ungeeignet fanden. Für die Kommunikation zwischen Eltern und Kindern war er in den Augen ungefähr der Hälfte der Befragten geeignet.

### Sprachformen
Manche Sprachwissenschaftler unterscheiden beim Niederländischen in Belgien fünf Sprachformen, die allerdings fließende Übergänge haben:
- Dialekt (A): Der „reine“ Dialekt ist im Norden von Belgien nicht auf ländliche Gebiete und private Gelegenheiten beschränkt. Die allermeisten niederländischsprachigen Belgier beherrschen einen Dialekt, auch wenn sie ihn nicht immer verwenden.
- Dialektvariante (B): Eine Dialektvariante ist ein Dialekt, der lautlich bewusst an die Standardsprache angepasst ist. Teilweise fließen auch Wörter aus der Standardsprache ein. Dialektsprecher, die die Standardsprache nicht ausreichend beherrschen (z. B. ältere Menschen mit geringer Schulbildung), benutzen diese Sprachform, wenn sie mit Menschen sprechen wollen, die den Ortsdialekt nicht verstehen.
- Regionale Umgangssprache (C): Die regionale Umgangssprache ist etwas anderes als der Regiolekt in den Niederlanden. Die regionale Umgangssprache ist eine Mischung aus Standardsprache und Dialekt. Sie wird verwendet für die überregionale Kommunikation, auch in der städtischen Mittelschicht, auch von Menschen mit höherer Ausbildung, aber nur in familiären Situationen.
- Belgisch Beschaafd (Nederlands), „Belgisches Standard-Niederländisch“ (D): Das ist eine Sprachform, die der Standardsprache sehr nahe ist. Diese Sprachform ist im gesamten niederländischsprachigen Teil von Belgien gebräuchlich. Diese Sprachform ist nicht nur von Ortsdialekten beeinflusst. Außerhalb von Flämisch-Brabant gibt es auch brabantische regionale Einflüsse. Dies bedeutet, dass Brabant in gewissen Umfang in dieser Sprachform tonangebend ist. Andere Kennzeichen sind altertümliche Ausdrücke (Archaismen), Spuren von französischem Einfluss (Gallizismen) und Purismen. Außerdem hat diese Sprachform eine buchstabengetreue Aussprache und hyperkorrekte Formen (also fehlerhaftes Vermeiden von vermeintlichen Dialektformen). Auch Menschen, die die eigentliche Standardsprache beherrschen, benutzen in bestimmten Situationen das „Belgische Standard-Niederländisch“ an Stelle der Standardsprache, um nicht affektiert zu wirken.
- Standardsprache (E): Die Standardsprache ist prinzipiell die gleiche wie in den Niederlanden, trotz einiger belgischer Besonderheiten. Im Rundfunk und im Fernsehen ist sie die übliche Sprachform.[17]

### Beherrschung der Dialekte
Ende der 1970er Jahre wurde eine Umfrage an allen flämischen Universitäten durchgeführt. Dabei zeigte sich: Nicht mit Dialekt aufgewachsen waren
- 30 % der Studierenden aus der Provinz Brabant
- 16 % der Studierenden aus der Provinz Limburg
- 2 % der Studierenden aus der Provinz Westflandern[17]

Bei einer Umfrage in der Provinz Westflandern im Jahr 1987 sagten 98 % der Befragten, dass sie regelmäßig Dialekt sprechen. Ähnliche Umfragen in Brabant (1985) und Limburg (1987) zeigten, dass es dort große Unterschiede gibt hinsichtlich der Frage, wie gut man Dialekt beherrscht, wie oft man ihn spricht und wie man den Dialekt (gefühlsmäßig) bewertet. Das heißt, dass die Dialekte in Westflandern noch von sehr großen Teilen der Bevölkerung verwendet werden, während in anderen Provinzen bestimmte Teile der Bevölkerung andere Sprachformen vorziehen.